# Bevidsthedsfilosofi
Bevidsthedsfilosofi er en gren af filosofien, som studerer sindet, mentale begivenheder, funktioner, egenskaber og bevidsthed, samt deres forbindelse til den fysiske krop, særligt hjernen. Det psykofysiske problem om sindets forbindelse til kroppen ses ofte som et nøgleproblem indenfor bevidsthedsfilosofien, selvom der også er andre problemer vedrørende sindets natur, som ikke omhandler den fysiske krop, såsom hvordan bevidsthed er muligt samt de forskellige mentale tilstandes natur.
Dualisme og monisme er de to store skoler, som forsøger at løse det psykofysiske problem. Dualisme kan spores tilbage til Platon, og Sankhya- og Yoga-skolerne i hinduistisk filosofi, men den blev mest præcist formuleret af René Descartes i det 17. århundrede. Substansdualister argumenterer for at sindet er en uafhængigt eksisterende substans, hvorimod egenskabsdualister fastholder at sindet er en gruppering af uafhængige egenskaber, som fremkommer og ikke kan reduceres til hjernen, men som ikke er en adskilt substans.
Monisme er den holdning at sind og krop ikke er ontologisk adskilte entiteter (uafhængige substanser). Dette syn blev første gang omtalt i vestlig filosofi af Parmenides i det 5. århundrede f.Kr. og blev senere fremstillet af 1600-tals rationalisten Baruch Spinoza. Fysikalister argumenterer for at kun de entiteter der postuleres af fysiske teorier eksisterer, og at mentale processer med tiden vil blive forklaret i form at disse entiteter efterhånden som fysisk teori fortsat udvikler sig. Fysikalister har en række forskellige meninger om muligheden for at reducere mentale egenskaber til fysiske egenskaber (og mange anvender kompatible former for egenskabsdualisme), og sådanne mentale egenskabers ontologiske status er stadig uklar. Idealister fastholder at sindet er alt hvad der eksisterer og at den eksterne verden enten selv er mental, eller en illusion skabt af sindet. Neutrale monister såsom Ernst Mach og William James mener at begivenheder i verden kan tænkes på som enten mentale (psykologiske) eller fysiske afhængigt af det netværk af forbindelser som de indgår i, og dobbelt-aspekt monister såsom Spinoza holder sig til at der er en slags anden, neutral substans og at både stof og sind er egenskaber af denne ukendte substans. De mest kendte monismer i det 20. og 21. århundrede har alle været variationer af fysikalisme; disse positioner omfatter behaviorisme, typeidentitet-teori, unormal monisme og funktionalisme.
De fleste moderne bevidsthedsfilosoffer er enten reduktive eller ikke-reduktive fysikalister, og fastholder på forskellig vis at sindet ikke er noget separat fra kroppen. Disse tilgange har været særligt indflydelsesrige indenfor videnskaberne, særligt indenfor felter som sociobiologi, datalogi, evolutionær psykologi og de forskellige neurovidenskaber. Andre filosoffer indtager dog ikke-fysikalistiske positioner, der udfordrer idéen om at sindet udelukkende er en fysisk konstruktion. Reduktive fysikalister postulerer at alle mentale tilstande og egenskaber med tiden vil kunne forklares af videnskabelige beskrivelser af fysiologiske processer og tilstande. Ikke-reduktive fysikalister indvender at selvom sindet ikke er en separat substans supervenerer mentale egenskaber på fysiske egenskaber, eller at de prædikater og ordforråd, der bruges i mentale beskrivelser og forklaringer er uundværlige, og ikke kan reduceres til den fysiske videnskabs sprog og lavere-niveaus forklaringer. Fortsat neurovidenskabeligt fremskridt har hjulpet med at afklare nogle af disse spørgsmål; men de er stadig i høj grad ubesvaret. Moderne bevidsthedsfilosoffer fortsætter med at spørge hvorden mentale tilstandes subjektive kvaliteter og intentionalitet kan forklares i naturalistiske begreber.

## Det psykofysiske problem
Det psykofysiske problem omhandler forklaringen af det forhold, der eksisterer mellem sindet, eller mentale processer, og kropslige tilstande eller processer. Filosoffer, der arbejder indenfor dette område, søger centralt at fastslå sindets og de mentale tilstande/processers natur, og hvordan - eller om - sind påvirkes af eller kan påvirke kroppen.
Perceptuelle oplevelser afhænger af stimuli, som opfanges af diverse sanseorganer fra den eksterne verden, forårsager ændringer i mentale tilstande og i sidste frembringer følelsen af en sansning, som kan være rar eller ubehagelig. En persons lyst til et stykke pizza kan eksempelvis få den pågældende person til at bevæge sin krop på en specifik måde og i en specifik retning for at opnå hvad han eller hun ønsker. Spørgsmålet er derfor hvordan det kan være muligt at bevidste oplevelser opstår fra en klump gråt materie, der ikke besidder andet end elektrokemiske egenskaber.
Et relateret problem er hvordan en persons epistemiske indstilling (eksempelvis overbevisning og ønsker) får personens neuroner til at affyre og hans muskler til at trække sig sammen. Dette er blot nogle af de spørgsmål, som erkendelsesteoretikere og bevidsthedsfilosoffer har arbejdet med mindst siden Descartes' tid.

## Dualistiske løsninger på det psykofysiske problem
Dualisme er en gruppe af syn på forholdet mellem sind og stof (eller krop). De begynder med påstanden om at mentale fænomener på nogle måder er ikke-fysiske. En af de tidligst kendte formuleringer af sind-krop-dualismen blev udtrykt i de hinduistiske filosofiske skoler Sankhya og Yoga (ca. 650 f.Kr.), som delte verden i purusha (sind/ånd) og prakriti (materiel substans). Særligt viser Patañjalis Yoga sutraer en analytisk tilgang til sindets natur.
I vestlig filosofi ses den tidligste diskussion af dualistiske idéer hos Platon, som fastholdt at menneskers "intelligens" (et fakultet for sindet eller sjælen) ikke kan identificeres som, eller forklares ved, deres fysiske krop. Den bedst kendte version af dualisme kendes dog fra René Descartes (1641), og postulerer at sindet er en ikke-udstrakt, ikke-fysisk substans, en "res cogitans". Descartes var den første til entydigt at identificere sindet med bevidsthed og selvbevidsthed, og til at adskille dette fra hjernen, som var hjemsted for intelligensen. Han var dermed den første som formulerede det psykofysiske problem på den måde som det stadig eksisterer i dag.

### Argumenter for dualisme
Det oftest brugte argument for dualisme er, at den appellerer til den udbredte intuition om at bevidst oplevelse er noget separat fra livløst stof. Adspurgt om hvad sindet er vil de fleste personer ofte svare ved at identificere det med selvet, deres personlighed, deres sjæl eller en lignende entitet. De ville næsten med sikkerhed benægte at sindet blot er hjernen, eller vice versa, og mene at idéen om at der kun er en ontologisk entitet på spil er for mekanistisk, eller ganske enkelt uforståelig. Mange moderne bevidsthedsfilosoffer mener at disse intuitioner er vildledende, og at man bør bruge sine kritiske fakulteter og empiriske beviser fra videnskaberne til at undersøge disse formodninger for at afgøre hvorvidt de er korrekte.
Et andet vigtigt argument for dualisme er at det mentale og det fysiske lader til at have meget forskellige, og muligvis decideret uforenelige, egenskaber. Mentale begivenheder besidder en subjektiv kvalitet, hvorimod fysiske begivenheder ikke gør. Dermed giver det eksempelvis mening at spørge hvordan det føles at have en forbrændt finger, eller hvordan en blå himmel ser ud. Men det er meningsløst, eller i hvert fald besynderligt, at spørge hvad en kraftig stigning i optagelsen af glutamat i den dorsolaterale del af hippokampus føles som.
Bevidsthedsfilosoffer betegner mentale begivenheders subjektive aspekter som "qualia" eller "rå følelser". Der er noget "det føles som" at føle smerte, at se en bekendt kulør af farven blå, etc. Visse qualia involveret i disse mentale begivenheder lader sig ikke umiddelbart reducere til noget fysisk.
Hvis bevidsthed (sindet) kan eksistere uafhængigt af fysisk virkelighed (hjernen) må man således forklare hvordan fysiske minder skabes i forbindelse med bevidsthed. Dualisme skal derfor kunne forklare hvordan bevidsthed påvirker fysisk realitet. En mulig forklaring, foreslået af Arnold Geulincx og Nicolas Malebranche, er ved et mirakel hvorved alle sind-krop-interaktioner kræver direkte indblanding fra Gud.
Et andet muligt argument er blevet fremsat af C. S. Lewis: Hvis alle tanker, som monister antyder, er effekter af fysiske årsager, har man ingen basis for at kunne antage at de også er konsekvent af en fornuftig grund. Viden opnås dog ved at ræsonnere sig fra bunden og til en konsekvent. Derfor ville der, hvis monismen er korrekt, ikke være nogen måde at vide dette - eller noget andet - og det ville ikke være muligt at antage det ved andet end et lykketræf.

### Interaktionalistisk dualisme
Interaktionalistisk dualisme, eller blot interaktionalisme, er en bestemt form for dualisme, der blev fremsat første gang af Descartes i hans Meditationer. I det 20. århundrede var Karl Popper og John Carew Eccles blandt dens største fortalere. Interaktionalister mener at mentale tilstande, såsom overbevisninger og ønsker, interagerer kausalt med fysiske tilstande.
Descartes' berømte argument for denne position kan opsummeres med følgende eksempel: Søren har en klar og distinkt idé om sit sind som en tænkende ting, der ikke har nogen spatiel udvidelse (dvs. ikke kan måles i længde, vægt, højde osv.). Han har også en klar og distinkt idé om sin krop som noget, der er spatielt udvidet, kan kvantificeres og ikke er i stand til at tænke. Det følger fra dette at sind og krop ikke er identiske, fordi de har radikalt forskellige egenskaber.
På samme tid står det dog klart at Sørens mentale tilstande (ønsker, overbevisninger osv.) har kausale effekter på hans krop og vice versa: Et barn rører en varm ovn (fysisk begivenhed), hvilket forårsager smerte (mental begivenhed) og får hende til at skrige (fysisk begivenhed), hvilket til gengæld fremprovokerer en følelse af frygt og beskyttertrang hos barnets mor (mental begivenhed), osv.
Descartes' argument afhænger centralt af at det som Søren mener er "klare og distinkte" idéer i hans sind er nødvendigt sande. Mange nutidige filosoffer betvivler dette. Eksempelvis foreslår Joseph Agassi at flere videnskabelige opdagelser siden det tidlige 20. århundrede har undermineret idéen om priviligeret adgang til ens egne idéer. Freud påstod at en psykologisk-trænet observatør kan forstå en persons ubevidste motivationer bedre end personen selv kan. Duhem har vist at en videnskabsfilosof kan kende en persons opdagelsesmetoder bedre end personen selv, mens Malinowski har vist at en antropolog kan kende en persons vaner og skikke bedre end personen selv. Han hævder også er moderne psykologiske eksperimenter, der kan få folk til at se ting som ikke er der, modbeviser Descartes' argument, da videnskabsfolk kan beskrive en persons opfattelser bedre end personen selv. Alle disse argumenter har dog en fælles svaghed overfor interaktionalisme idet de betvivler alle former for introspektiv indsigt. Det er alment accepteret at folk kan tage fejl omkring verden (heriblandt andre folks interne tilstande), men ikke altid. Derfor er det logisk absurd at antage at personer altid tager fejl omkring deres egne mentale tilstande og vurderinger om sindets egen natur.

### Andre former for dualisme

#### Psykofysisk parallelisme
Psykofysisk parallelisme, eller blot parallelisme, er det syn at sind og krop ikke påvirker hinanden kausalt, omend de begge har distinkt ontologisk status. I stedet løber de ad parallelle veje (sindsbegivenheder interagerer kausalt med sindsbegivenheder og hjernebegivenheder interagerer kausalt med hjernebegivenheder) og ser kun ud som om de påvirker hinanden. Dette syn blev mest notabelt forsvaret af Gottfried Leibniz. Selvom Leibniz var en ontologisk monist, som mente at der kun eksisterer en enkelt type substans i universet, monaden, og at alt kan reduceres til den, fastholdt han dog alligevel at der er en vigtig skelnen mellem "det mentale" og "det fysiske" hvad angår årsagssammenhæng. Han mente at Gud havde arrangeret tingene på forhold således at sind og kroppe kunne være i harmoni med hinanden.

#### Okkasionalisme
Okkasionalisme er den holdning, der blev beskrevet af Nicholas Malebranche som at alle angiveligt kausale relationer mellem fysiske begivenheder eller mellem fysiske og mentale begivenheder, i virkeligheden slet ikke er kausale. Mens krop og sind er forskellige substanser, er årsager (mentale eller fysiske) relateret til deres effekter gennem guddommelig indgriben ved hver specifikke anledning.

#### Egenskabsdualisme
Egenskabsdualisme er det syn at verden udelukkende består af en enkelt type substans – den fysiske slags – og der eksisterer to distinkte typer egenskaber: fysiske egenskaber og mentale egenskaber. Med andre ord er det det syn at ikke-fysiske, mentale egenskaber (såsom overbevisninger, ønsker og følelser) residerer  i nogle fysiske organer (i det mindste hjerner). Hvordan mentale og fysiske egenskaber er forbundet kausalt afhænger af hvilken type egenskabsdualisme man taler om, og står ikke altid klart. Blandt undervarianter af egenskabsdualisme er:
1. Epifænomenalisme er en doktrin, der første gang blev formuleret af Thomas Henry Huxley.[42] Den indeholder det syn at mentale fænomener er kausalt ineffektuelle, hvor en eller flere mentale tilstande ikke har nogen indflydelse på fysiske stadier. Fysiske begivenheder kan forårsage andre fysiske begivenheder og fysiske begivenheder kan forårsage mentale begivenheder, men mentale begivenheder kan ikke forårsage noget siden de blot er kausalt inaktive biprodukter (dvs. epifænomener) af den fysiske verden.[39] Dette syn er senest blevet forsvaret af Frank Jackson.[43]
2. Ikke-reduktiv fysikalisme er det syn at mentale egenskaber danner en separat ontologisk klasse ift. fysiske egenskaber: mentale tilstande (såsom qualia) kan ikke reduceres til fysiske tilstande. Den ontologiske holdning overfor qualia hos ikke-reduktive fysikalister indebærer ikke at qualia er kausalt inaktive; dette er hvad der adskiller dem fra epifænomenalister.
3. Panpsykisme er det syn at al stof har et mentalt aspekt eller, alternativt, alle objekter har et forenet center af oplevelse eller synsvinkel. Overfladisk set lader dette til at være en form for egenskabsdualisme, siden det vurderes at alt både har mentale og fysiske egenskaber. Nogle panpsykister siger dog at mekanisk adfærd stammer fra atomer og molekylers primitive mentalitet — ligesom sofistikeret mentalitet og organisk adfærd, hvor forskellen tilskrives tilstedeværelsen eller fraværet af kompleks struktur i et sammensat objekt. Så længe reduktionen af ikke-mentale egenskaber til mentale finder sted så er panpsykisme ikke en (stærk) form for egenskabsdualisme; hvis den gør så er den.

#### Dobbelt-aspekt-teori
Dobbeltaspektteori eller dobbelt-aspekt-monisme, er det syn at det mentale og det fysiske er to aspekter af, eller perspektiver på, den samme substans. I moderne filosofiske skrifter er teoriens forbindelse til neutral monisme ikke klart defineret, men en definition siger at neutral monisme tillader at den kontekst, der tilhører en given gruppe neutrale elementer og de relationer de indgår i, kan afgøre om gruppen kan tænkes som mental, fysisk, begge, eller ingen af delene. Heroverfor placerer definitionen dobbelt-aspekt-teori som noget, der peger i retning af at det mentale og fysiske er manifestationer (eller aspekter) af en underliggende substans, entitet eller proces, som selv hverken er mental eller fysisk som disse begreber normalt forstås. Forskellige formuleringer af dobbelt-aspekt-monisme kræver også at det mentale og det fysiske supplerer hinanden, er gensidigt irreducible og måske uadskillelige (omend særskilte).

## Monistiske løsninger på det psykofysiske problem
I modsætning til dualismen, accepterer monismen ikke fundamentale opdelinger. Realitetens fundamentalt uadskillelige natur har været central i forskellige former for østlig filosofi i over to årtusinder. I indisk og kinesisk filosofi er monisme indbygget i hvordan oplevelse forstås. I dag er de mest udbredte former for monisme i vestlig filosofi fysikalistiske. Fysikalistisk monisme fastslår at den eneste eksisterende substans er fysisk, på en måde af det begreb som bedst klarificeres af videnskaben. Der er dog en række formuleringer mulige. En anden type monisme, idealisme, fastslår at den eneste eksisterende substans er mental. Selvom ren idealisme, såsom George Berkeleys, er usædvanlig i moderne vestlig filosofi, har nogle filosofer, heriblandt Alfred North Whitehead, David Ray Griffin og David Chalmers, talt for en mere sofistikeret variant kaldet panpsykisme. Ifølge denne kan mentale oplevelser og egenskaber ligge til grund for fysiske oplevelser og egenskaber.
Fænomenalisme er en teori, hvori repræsentationer (eller sindsdata) af eksterne objekter er det eneste, der eksisterer. Sådan et synspunkt blev en kort overgang opretholdt af Bertrand Russell og mange af det tidlige 20. århundredes logiske positivister. En tredje mulighed er at acceptere eksistensen af en grundlæggende substans, som hverken er fysisk eller mental. Det mentale og fysiske ville i så fald begge være egenskaber af denne neutrale substans. Denne position blev fastholdt af Baruch Spinoza og populariseret af Ernst Mach i det 19. århundrede. Denne neutrale monisme, som den benævnes, minder om egenskabsdualisme..

### Fysikalistiske monismer

#### Behaviorisme
Behaviorisme dominerede bevidsthedsfilosofien i en stor del af det 20. århundrede, særligt den første halvdel. Indenfor psykologien udviklede behaviorismen sig som en reaktion på introspektionismens utilstrækkelighed. Introspektive rapporter om ens eget indre mentale liv underkastes ikke forsigtig undersøgelse af nøjagtighed, og kan ikke bruges til at danne forudsigende generaliseringer. Uden muligheden for tredjepersons-undersøgelse og generaliserbarhed, mente behavioristerne at psykologien ikke kunne være videnskabelig. Løsningen blev derfor at eliminere idéen om et indre mentalt liv (og dermed en ontologisk uafhængigt bevidsthed) fuldstændigt, og i stedet fokusere på beskrivelsen af observerbar opførsel (engelsk: behaviour).
Parallelt til disse udviklinger indenfor psykologien, blev der udviklet en filosofisk behaviorisme (somme tider kaldet 'logisk behaviorisme'). Denne er karakteriseret ved en stærk verifikationisme, som generelt betragter erklæringer om intre mentalt liv, der ikke kan verificeres, som meningsløse. For behavioristen er mentale tilstande ikke indre tilstande som man kan basere introspektive rapporter på. De er blot beskrivelser af opførsel eller dispositioner til at opføre sig på bestemte måder, skabt af tredjeparter til at forklare og forudsige en andens opførsel.
Filosofisk behaviorisme er dalet i popularitet siden den sidste halvdel af det 20. århundrede, hvilket er faldet sammen med den stigende interesse for kognitivisme. Kognitivister afviser behaviorismen på grund af flere mangler ved denne. For eksempel kunne behaviorisme anklages for at være ulogisk idet den fastholder at en person der oplever en smertefuld hovedpine blot taler om opførsel.

#### Identitetsteori
Typefysikalisme (eller type-identitetsteori) blev udviklet af John Smart og Ullin Place som en direkte reaktion på behaviorismens fejl og mangler. Disse filosoffer mente at hvis mentale tilstande er noget materielt, men ikke behaviorelt, så er mentale tilstande sandsynligvis identiske med hjernens interne tilstande. I groft forsimplet udgave: en mental tilstand M er intet andet end hjernetilstanden B. Den mentale tilstand "ønske om en kop kaffe" ville således ikke være mere end blot "affyring af bestemte neuroner i bestemte hjerneregioner".